# 일라바

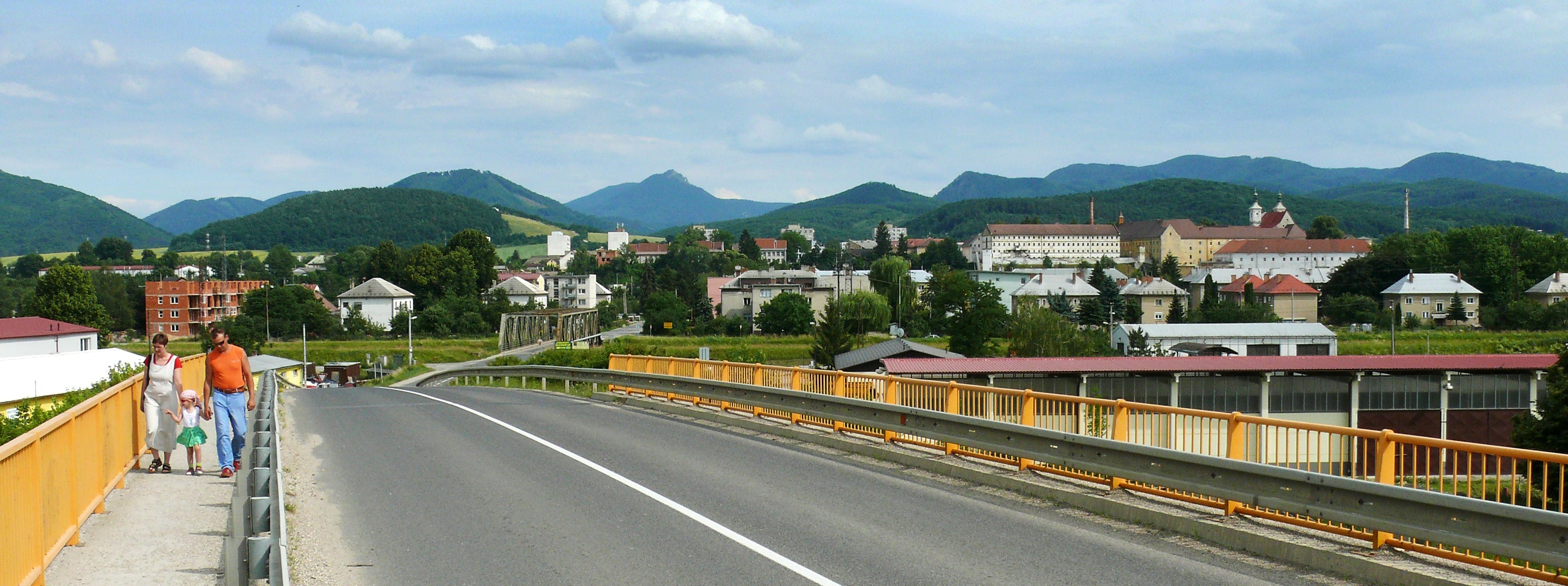
일라바

일라바(슬로바키아어: Ilava, 독일어: Illau 일라우[*], 헝가리어: Illava 일러버[*])는 슬로바키아 트렌친 주에 위치한 도시로 면적은 24.302 km2, 높이는 255 m, 인구는 5,414명(2011년 기준), 인구 밀도는 223명/km2이다. 바흐강(Váh) 인근에 위치한 일라바 분지에 위치하며 스트라조프산맥(Strážov) 기슭과 접한다. 인근에 위치한 도시로는 트렌친, 포바슈스카비스트리차가 있다.
1332년 문헌에 처음 등장했으며 1339년에 도시 지위를 부여받았다. 후스 전쟁이 진행 중이던 1431년에는 후스파 군대와 헝가리 군대 간의 전투가 벌어졌다.